# 吉爾基 (諾夫哥羅德-謝韋爾斯基區)
51°56′8″N 33°11′45″E / 51.93556°N 33.19583°E
吉爾基（烏克蘭語：Гірки），是烏克蘭的村落，位於該國北部切爾尼戈夫州，由諾夫哥羅德-謝韋爾斯基區負責管轄，始建於1600年，面積0.11平方公里，海拔高度165米，2001年人口268，人口密度每平方公里2,481.48人。